# 前田治郎
前田 治郎（まえだ じろう、1928年 - 2014年3月12日）は、毎日放送の元・アナウンサー、プロデューサー、報道記者、および国際室長。ニューヨーク特派員時代の1963年11月23日（日本時間）に、ジョン・F・ケネディ（第35代アメリカ合衆国大統領）暗殺事件（ケネディ大統領暗殺事件）の第一報を、放送では初めて日本に伝えたことで知られる。

## 経歴
東京府（現在の東京都）の出身 で、商社への勤務を経て、1960年に中途採用（32歳）で毎日放送へ入社した。
毎日放送にはアナウンサーとして採用されたが、プロデューサーへの転身を経て、35歳だった1963年2月からニューヨーク支局（当時は毎日放送が単独で運営）に特派員として赴任。赴任からおよそ9ヶ月後の11月23日午後9時（日本時間）に、ケネディ大統領暗殺事件の第一報を、ABC（アメリカ）の社長室から日本に向けて伝えた（詳細後述）。
特派員の任期満了を機に日本へ帰国してからも、毎日放送への勤務を継続。国際室長を最後に退職すると、1991年から神戸学院女子短期大学の教授を務めた。
2014年3月12日の10時37分に、呼吸不全のため兵庫県西宮市の病院で逝去。85歳没。

### 日米間初の「テレビ宇宙中継」でケネディ大統領暗殺事件を報道（1963年）
事件が発生した1963年11月23日（日本時間）は、通信衛星によるアメリカ合衆国から日本へのテレビ放送通信伝送の実験日で、午前5時27分50秒（当項での時刻は特記のない限り日本時間）に第1回の実験（NASAの電波発信基地があったモハーヴェ砂漠の風景映像の伝送）が成功したばかりであった。この実験では、ケネディから日本の視聴者へ向けたメッセージ映像（事前収録）の送信も予定されていたが、開始の直前にNASAからの申し入れで急遽取りやめられた。アメリカのテキサス州を遊説中だったケネディが、ダラスでのパレード中（午前4時頃）の銃撃によって急逝していたことによる。
前田は当日、マンハッタンに所在していた毎日放送のニューヨーク支局から、ニューヨーク万国博覧会 (1964年)の工事現場の視察に向かっていた。他の日本人記者と同乗していたバスが高速道路の料金所へ差し掛かったところ、料金所の係員が発した"Kennedy, Dead!"（「ケネディが死んだ!」）との叫び声を耳にしたことから、前田は視察の予定を急遽変更。工事現場からマンハッタンへ引き返すと、当時毎日放送と業務提携を結んでいたABCの国際部門オフィスへ直行した。さらに、日本へのリポートに向けて資料を集めている最中に、ABCの広報担当者から「今日は通信衛星の（テレビ放送通信伝送）実験の日で、1回目は成功したが、もう1回実験できるようになっている。2回目の実験は（ニューヨークの現地時間で11月22日の午前7時から）15分間で、君がここ（ABC）にいるのだから、日本語で（現職大統領の暗殺という）この大事件のニュースを日本に送ったらどうか?」と勧められた。前田は後年「自信はなかった」と述懐していたが、実際にはこの提案をすぐに受け入れると、第2回実験の開始と同時に「これは輝かしい日米テレビ中継の2回目のテストであります。この電波に乗せて、誠に悲しむべきニュースをお送りしなければなりません」という言葉でリポートを始めた。さらに、事件関連の映像、ABCスタッフからのメモ、本人曰く「アナウンサーとしての経験」を頼りに、刻々と寄せられる情報（事件発生の模様、リー・ハーヴェイ・オズワルド容疑者の逮捕、リンドン・ジョンソン副大統領の大統領就任など）を13分12秒にわたって伝えた。ちなみに、前田は通信衛星での伝送映像に合わせて社長室から国際電話でリポートを送っていたが、放送上はナレーションを入れただけで映像には登場していない。
日本では、第2回実験での配信映像と前田のリポートを、NHK総合テレビと（毎日放送を含む）民放テレビ全局が「テレビ宇宙中継」と称して全国に放送。翌1964年5月12日に日本民間放送連盟が開催した第12回民放大会では、前田によるリポートが、「ケネディ前大統領暗殺事件に伴う報道活動」としてテレビ報道活動賞揚部門で最優秀賞の1つに選ばれた。さらに、NHKで2004年11月30日に放送された『プロジェクトX～挑戦者たち～』第106回「衝撃のケネディ暗殺 日米衛星中継」には、前田がゲストで出演。NHKアーカイブスでは、NHKが『1963年ニュースハイライト』で放送した前田のリポート音源と中継の録画映像（モノクロ）から、冒頭部分のみ「初の日米宇宙中継　大統領暗殺の悲報」というタイトルで公開されている。